# Cargolia albipuncta
Cargolia albipuncta là một loài bướm đêm trong họ Geometridae.